# Даплін (округ, Північна Кароліна)
Шаблон:StateAbbr_ 34°56′ пн. ш. 77°56′ зх. д. / 34.94° пн. ш. 77.93° зх. д.
Округ  Даплін (англ. Duplin County) — округ (графство) у штаті  Північна Кароліна, США. Ідентифікатор округу 37061.

## Історія
Округ утворений 1750 року.

## Демографія
За даними перепису 
2000 року 
загальне населення округу становило 49063 осіб, зокрема міського населення було 6737, а сільського — 42326.
Серед мешканців округу чоловіків було 24317, а жінок — 24746. В окрузі було 18267 домогосподарств, 13067 родин, які мешкали в 20520 будинках.
Середній розмір родини становив 3,1.
Віковий розподіл населення поданий у таблиці:
| Стать    | До 15 років | 15-21 | 22-29 | 30-39 | 40-49 | 50-65 | 65-85 | Понад 85 |
| -------- | ----------- | ----- | ----- | ----- | ----- | ----- | ----- | -------- |
| Чоловіки | 5497        | 2526  | 3140  | 3695  | 3453  | 3573  | 2286  | 147      |
| Жінки    | 5214        | 2155  | 2592  | 3507  | 3473  | 3922  | 3388  | 495      |

## Виноски
1. ↑  U.S. Decennial Census. United States Census Bureau. Архів оригіналу за 26 квітня 2015. Процитовано 14 січня 2015.
2. ↑  Historical Census Browser. University of Virginia Library. Архів оригіналу за 11 серпня 2012. Процитовано 14 січня 2015.
3. ↑  Forstall, Richard L., ред. (27 березня 1995). Population of Counties by Decennial Census: 1900 to 1990. United States Census Bureau. Архів оригіналу за 3 березня 2015. Процитовано 14 січня 2015.
4. ↑  Census 2000 PHC-T-4. Ranking Tables for Counties: 1990 and 2000 (PDF). United States Census Bureau. 2 квітня 2001. Архів оригіналу (PDF) за 18 грудня 2014. Процитовано 14 січня 2015.
5. ↑  State & County QuickFacts. United States Census Bureau. Архів оригіналу за 28 червня 2011. Процитовано 19 жовтня 2013.(англ.) Наведено за англійською вікіпедією.
6. ↑  American FactFinder. Бюро перепису населення США. Архів оригіналу за 21 травня 2008. Процитовано 31 січня 2008.

| США | Це незавершена стаття з географії США. Ви можете допомогти проєкту, виправивши або дописавши її. |